# Tappi Tíkarrass
Tappi Tíkarrass est un groupe de punk rock islandais, originaire de Reykjavík. Le groupe est considéré comme le premier projet musical sérieux de la chanteuse Björk Guðmundsdóttir. Le groupe est actif entre mai 1981 et l'automne 1983 ,.

## Biographie
En 1979, Björk chante dans un groupe appelé Exodus avec les guitaristes Ásgeir Sæmundsson et Þorvaldur Bjarni Þorvaldsson, le bassiste Skúli Sverrisson, et le batteur Oddur F. Sigurbjörnsson. En 1980, elle quitte le groupe avec Oddur et se joint au bassiste Jakob Smári Magnússon et au guitariste Eyjólfur Jóhannsson pour former un groupe appelé Jam-80, juste pour un concert. Actif au début des années 1980, le groupe fusionne des éléments de funk, disco, et de jazz à leur style musical, marquant ainsi une différence avec les autres groupes de leur époque. Ils enregistrent une démo cassette au Hólabrekkuskóli qui comprend : deux chansons de Janis Ian (Run too Fast, Fly too High et The Other Side of the Sun), deux chansons de Deep Purple (Highball Shooter et Demon’s Eye), et 13-16 de Utangarðsmenn, Bourrée de Jethro Tull, Funky Town, et deux chansons instrumentales sans titre.
Ils enregistrent des chansons en août 1982 et publient Bitið fast í vitið au label Spor, un EP 45 toirs de cinq titres enregistrés en août 1982 aux Studios Hljóðriti de Hafnarfjörður, sous la direction de Tony Cook. Sorti en octobre 1982.. La suite, intitulée Miranda, est publiée en 1983 au label Gramm. Il comprend 13 titres enregistrés en juillet 1983 aux Southern Studios de Londres, sous la direction de Tony Cook. Sorti le 19 décembre 1983,.
Tappi Tíkarrass apparait dans le documentaire Rokk í Reykjavík, réalisé par Friðrik Þór Friðriksson. Tappi Tíkarrass est l'un de 19 groupes à y avoir collaboré avec deux chansons : Hrollur et Dúkkulísur, chantées par Björk et Eyþór avec Oddur comme remplaçant pour Guðmundur à la batterie. Björk en devient le symbole visuel The movie is considered classic in Iceland and corresponding period in Icelandic music is now known as the ‘Rokk í Reykjavík’-era. En 1983 toujours, ils participent à la pièce comique Nýtt Líf, rééalisée parÞráinn Bertelsson.
En juillet 1983, le groupe se sépare tandis que se joint au groupe Einar Örn Benediktsson de Purrkur Pillnikk. Leurs derniers concerts prennent place en 1987.

## Membres
- Eyþór Arnalds - chant (né à Reykjavik le 24 novembre 1964, quitte la formation durant l'été 1982. Fait ensuite quelques apparitions sur scène avec le groupe[9])
- Björk Guðmundsdóttir - chant, claviers (née à Reykjavik le 21 novembre 1965, entre dans le groupe en septembre)1981[10])
- Eyjólfur Jóhannsson - guitare (né le 26 septembre 1964)
- Jakob Smári Magnússon - basse (né le 12 juin 1964)
- Oddur Sigurbjörnsson - batterie (fait partie de la formation en 1981)
- Guðmundur þór Gunnarsson - batterie (né en 1963, remplace Oddur Sigurbjörnsson à partir de 1982)

## Discographie

### Album studio
- 1983 : Miranda (Gramm)

### EP
- 1982 : Bitið fast í vitið (Spor)

### Featurings
- 1982 : Rokk í Reykjavík (Hugrenningur, bande originale du documentaire dirigé par Friðrik Þór Friðriksson)
- 1984 : Satt 3 (Satt, compilation islandaise)
- 1998 : Nælur (Spor, compilation islandaise)

## Films
- 1982 : Rokk í Reykjavík (Íslenska Kvikmyndasamsteypan), documentaire dirigé par Friðrik Þór Friðriksson.
- 1983 : Nýtt líf (Íslenska Kvikmyndasamsteypan), film dirigé par Þráinn Bertelsson (en).
- 2003 : Inside Björk (One Little Indian), documentaire rétrospectif sur la chanteuse Björk.